# Конор Бредлі
Ко́нор Бре́длі (англ. Conor Bradley; нар. 9 липня 2003) — північноірландський футболіст, захисник англійського клубу «Ліверпуль» і збірної Північної Ірландії.

## Клубна кар'єра
Вихованець клубів «Сент-Патрік», «Данганнон Свіфтс» і англійського «Ліверпуля» (до академії якого перейшов у вересні 2019 року).

### «Ліверпуль»
20 липня 2020 року підписав з «Ліверпулем» свій перший професіональний контракт в кар'єрі. Сезон 2021—22 провів в молодіжній команді під керівництвом Баррі Льютаса, а свій перший гол в Прем'єр-лізі 2 забив у ворота «Вест Гема» в березні 2021 року.
У вересні 2021 року дебютував за основну команду «Ліверпуля» в матчі Кубка футбольної ліги проти «Норвіч Сіті», ставши таким чином першим футболістом з Північної Ірландії, що зіграв за клуб в офіційній грі з 1954 року після Семмі Сміта. 7 грудня, вийшовши на заміну Неко Вільямсу в матчі проти італійського «Мілана», дебютував в Лізі чемпіонів. Зіграв п'ять поєдинків в першій команді «Ліверпуля» під керівництвом Юргена Клоппа, а також був номінований на звання Гравця сезону Прем'єр-ліги 2, де забив 3 голи і віддав 8 гольових передач у 21 матчі за команду «Ліверпуля» до 23 років.

### Оренда в «Болтон Вондерерз» (2022–23)
21 червня 2022 року на правах оренди перейшов в клуб Першої футбольної ліги «Болтон Вондерерз» до кінця сезону. 30 липня в матчі проти «Іпсвіч Таун» дебютував у Першій лізі.  9 серпня забив свій перший гол за «Болтон Вондерерз» в матчі Кубка футбольної ліги проти «Солфорд Сіті». 16 серпня у зустрічі проти «Моркема» відзначився своїм першим голом в Першій лізі. Всього провів за «Вондерерз» 53 матчі і відзначився 7 м'ячами за сезон, допомігши команді здобути Трофей Англійської футбольної ліги. У підсумку отримав нагороди Гравця року у «Болтон Вондерерз» та Гравця року за версією футболістів, а також нагороду Молодого гравця року (спільно з воротарем Джеймсом Траффордом).

### «Ліверпуль»
Влітку 2023 року повернувся до команди «Ліверпуля» після закінчення терміну оренди. Пропустив початок сезону 2023–24 через травму спини і вперше з'явився на полі 30 листопада, вийшовши на заміну в матчі групового етапу Ліги Європи проти австрійського ЛАСКа. 1 грудня підписав новий контракт з «Ліверпулем». Виходив на заміну в матчах проти «Вест Гем Юнайтед» в Кубку футбольної ліги та «Арсеналу» в Кубку Англії. 14 грудня вперше в сезоні вийшов у стартому складі «Ліверпуля» на матч Ліги Європи проти бельгійського «Юніона» (2–1). Через відсутність Трента Александера-Арнольда (травма коліна), отримав можливість вийти на матч півфіналу Кубка футбольної ліги проти «Фулгема», в результаті якого був визнаний гравцем матчу, а «Ліверпуль» здобув перемогу 2–1.
21 січня 2024 року дебютував у Прем'єр-лізі, вийшовши в стартовому складі матчу проти «Борнмута» і відзначившись своєю першою гольовою передачею. Таким чином став третім наймолодшим (20 років і 196 днів) автором гольової передачі в дебютному матчі за «Ліверпуль» в Прем'єр-лізі після Джордона Айба в травні 2013 (17 років і 162 дні) і Джо Гомеса в серпні 2015 (18 років і 78 днів). 31 січня забив свій перший м'яч в Прем'єр-лізі (у своєму другому матчі) у ворота «Челсі», а також зробив дві результативні передачі. За свої виступи (2 голи і 2 передачі) був номінований на звання найкращого гравця місяця Прем'єр-ліги (за січень 2024 року). За підсумками січня був визнаний найкращим гравцем місяця на думку вболівальників «Ліверпуля» та найкращим гравцем Прем'єр-ліги за версією вболівальників ПФА.
25 лютого 2024 року допоміг «Ліверпулю» здобути Кубок Футбольної ліги, вийшовши в стартовому складі у фінальному матчі проти «Челсі». Всього у сезоні 2023–24 зіграв за «Ліверпуль» 23 матчі і забив 1 гол.
В сезоні 2024–25 виграв з «Ліверпулем» чемпіонат Англії. 17 травня 2025 року продовжив контракт з клубом до літа 2029 року<.

## Кар'єра в збірній
Виступав за збірні Північної Ірландії до 16 і до 17 років.
В травні 2021 року вперше викликаний до збірної Північної Ірландії головним тренером Ієном Бараклафом для участі в товариських матчах проти збірних Мальти та України. 30 травня у віці 17 років дебютував в складі збірної Північної Ірландії, вийшовши на заміну Стюарту Далласу в поєдинку з Мальтою.
26 березня 2024 року забив свій перший гол за збірну Північної Ірландії у товариському матчі проти збірної Шотландії, який приніс перемогу 1-0. 11 червня 2024 року в товариському поєдинку зі збірною Андорри відзначився дублем. 12 жовтня вперше вивів на поле збірну Північної Ірландії з капітанською пов'язкою в матчі Ліга націй УЄФА проти збірної Вірменії.

## Статистика виступів

### Клубна статистика
Станом на 19 травня 2025 
| Клуб               | Сезон             | Чемпіонат         | Чемпіонат | Чемпіонат | Кубок | Кубок | Кубок ліги | Кубок ліги | Єврокубки | Єврокубки | Інші  | Інші | Всього | Всього |
| Клуб               | Сезон             | Дивізіон          | Матчі     | Голи      | Матчі | Голи  | Матчі      | Голи       | Матчі     | Голи      | Матчі | Голи | Матчі  | Голи   |
| ------------------ | ----------------- | ----------------- | --------- | --------- | ----- | ----- | ---------- | ---------- | --------- | --------- | ----- | ---- | ------ | ------ |
| Ліверпуль          | 2021–22           | Прем'єр-ліга      | 0         | 0         | 1     | 0     | 3          | 0          | 1         | 0         | 0     | 0    | 5      | 0      |
| Ліверпуль          | 2023–24           | Прем'єр-ліга      | 11        | 1         | 4     | 0     | 4          | 0          | 4         | 0         | 0     | 0    | 23     | 1      |
| Ліверпуль          | 2024–25           | Прем'єр-ліга      | 18        | 0         | 1     | 0     | 4          | 0          | 5         | 0         | 0     | 0    | 28     | 0      |
| Всього             | Всього            | Всього            | 29        | 1         | 6     | 0     | 11         | 0          | 8         | 0         | 0     | 0    | 56     | 1      |
| → Болтон Вондерерз | 2022–23           | Перша ліга        | 41        | 5         | 1     | 0     | 2          | 1          | —         | —         | 9     | 1    | 53     | 7      |
| Всього за кар'єру  | Всього за кар'єру | Всього за кар'єру | 70        | 6         | 6     | 0     | 13         | 1          | 10        | 0         | 9     | 1    | 108    | 8      |

1. 1 2  Матчі в Лізі чемпіонів УЄФА
2. ↑  Матчі в Лізі Європи УЄФА
3. ↑  7 матчів в Трофеї футбольної ліги, 2 — в плей-оф Англійської футбольної ліги

### Міжнародна статистика
Станом на 7 червня 2025 
| Збірна            | Сезон             | Товариські | Товариські | Офіційні | Офіційні | Всього | Всього |
| Збірна            | Сезон             | Матчі      | Голи       | Матчі    | Голи     | Матчі  | Голи   |
| ----------------- | ----------------- | ---------- | ---------- | -------- | -------- | ------ | ------ |
| Північна Ірландія |                   |            |            |          |          |        |        |
| 2021              | 2                 | 0          | 3          | 0        | 5        | 0      |        |
| 2022              | 0                 | 0          | 5          | 0        | 5        | 0      |        |
| 2023              | 0                 | 0          | 3          | 0        | 3        | 0      |        |
| 2024              | 4                 | 3          | 6          | 1        | 10       | 4      |        |
| 2025              | 1                 | 0          | 0          | 0        | 1        | 0      |        |
| Всього за кар'єру | Всього за кар'єру | 7          | 3          | 17       | 1        | 24     | 4      |

### Матчі за збірну
Станом на 7 червня 2025 
| Матчі Конора Бредлі за збірну Північної Ірландії | Матчі Конора Бредлі за збірну Північної Ірландії | Матчі Конора Бредлі за збірну Північної Ірландії | Матчі Конора Бредлі за збірну Північної Ірландії | Матчі Конора Бредлі за збірну Північної Ірландії | Матчі Конора Бредлі за збірну Північної Ірландії | Матчі Конора Бредлі за збірну Північної Ірландії | Матчі Конора Бредлі за збірну Північної Ірландії |
| №                                                | Дата                                             | Суперник                                         | Рахунок                                          | Голи                                             | Картки                                           | Хвилини                                          | Змагання                                         |
| ------------------------------------------------ | ------------------------------------------------ | ------------------------------------------------ | ------------------------------------------------ | ------------------------------------------------ | ------------------------------------------------ | ------------------------------------------------ | ------------------------------------------------ |
| 1                                                | 30 травня 2021                                   | Мальта                                           | 3–0                                              |                                                  |                                                  | 4'                                               | Товариський матч                                 |
| 2                                                | 5 вересня 2021                                   | Естонія                                          | 1–0                                              |                                                  | 87'                                              | 27'                                              | Товариський матч                                 |
| 3                                                | 8 вересня 2021                                   | Швейцарія                                        | 0–0                                              |                                                  |                                                  | 22'                                              | Відбіркові матчі ЧС-2022                         |
| 4                                                | 9 жовтня 2021                                    | Швейцарія                                        | 0–2                                              |                                                  | 88'                                              | 4'                                               | Відбіркові матчі ЧС-2022                         |
| 5                                                | 12 жовтня 2021                                   | Болгарія                                         | 1–2                                              |                                                  |                                                  | 68'                                              | Відбіркові матчі ЧС-2022                         |
| 6                                                | 2 червня 2022                                    | Греція                                           | 0–1                                              |                                                  |                                                  | 62'                                              | Ліга націй 2022–23 (С)                           |
| 7                                                | 9 червня 2022                                    | Косово                                           | 2–3                                              |                                                  |                                                  | 4'                                               | Ліга націй 2022–23 (С)                           |
| 8                                                | 12 червня 2022                                   | Кіпр                                             | 2–2                                              |                                                  |                                                  | 21'                                              | Ліга націй 2022–23 (С)                           |
| 9                                                | 24 вересня 2022                                  | Косово                                           | 2–1                                              |                                                  |                                                  | 90'                                              | Ліга націй 2022–23 (С)                           |
| 10                                               | 27 вересня 2022                                  | Греція                                           | 1–3                                              |                                                  |                                                  | 68'                                              | Ліга націй 2022–23 (С)                           |
| 11                                               | 23 березня 2023                                  | Сан-Марино                                       | 2–0                                              |                                                  |                                                  | 90'                                              | Відбіркові матчі ЧЄ-2024                         |
| 12                                               | 26 березня 2023                                  | Фінляндія                                        | 0–1                                              |                                                  |                                                  | 90'                                              | Відбіркові матчі ЧЄ-2024                         |
| 13                                               | 16 червня 2023                                   | Данія                                            | 0–1                                              |                                                  |                                                  | 77'                                              | Відбіркові матчі ЧЄ-2024                         |
| 14                                               | 22 березня 2024                                  | Румунія                                          | 1–1                                              |                                                  |                                                  | 90'                                              | Товариський матч                                 |
| 15                                               | 26 березня 2024                                  | Шотландія                                        | 1–0                                              | 1                                                |                                                  | 83'                                              | Товариський матч                                 |
| 16                                               | 8 червня 2024                                    | Іспанія                                          | 1–5                                              |                                                  |                                                  | 66'                                              | Товариський матч                                 |
| 17                                               | 11 червня 2024                                   | Андорра                                          | 2–0                                              | 2                                                |                                                  | 76'                                              | Товариський матч                                 |
| 18                                               | 5 вересня 2024                                   | Люксембург                                       | 2–0                                              |                                                  |                                                  | 90'                                              | Ліга націй 2024–25 (С)                           |
| 19                                               | 8 вересня 2024                                   | Болгарія                                         | 0–1                                              |                                                  | 59'                                              | 90'                                              | Ліга націй 2024–25 (С)                           |
| 20                                               | 12 жовтня 2024                                   | Білорусь                                         | 0–0                                              |                                                  |                                                  | 90'                                              | Ліга націй 2024–25 (С)                           |
| 21                                               | 15 жовтня 2024                                   | Болгарія                                         | 5–0                                              |                                                  |                                                  | 90'                                              | Ліга націй 2024–25 (С)                           |
| 22                                               | 15 листопада 2024                                | Білорусь                                         | 2–0                                              |                                                  |                                                  | 90'                                              | Ліга націй 2024–25 (С)                           |
| 23                                               | 19 листопада 2024                                | Люксембург                                       | 2–2                                              | 1                                                |                                                  | 90'                                              | Ліга націй 2024–25 (С)                           |
| 24                                               | 7 червня 2025                                    | Данія                                            | 1–2                                              |                                                  |                                                  | 73'                                              | Товариський матч                                 |

Всього: 24 матчі / 4 голи; 9 перемог, 5 нічиїх, 10 поразок.

## Досягнення

### Командні досягнення
«Болтон Вондерерз»
- Володар Трофею Футбольної ліги: 2022–23

«Ліверпуль»
- Чемпіон Англії: 2024–25[40]
- Володар Кубка Футбольної ліги: 2023–24[41]

### Особисті досягнення
- Гравець року в «Болтон Вондерерз»: 2022–23[9]
- Гравець року в «Болтон Вондерерз» за версією футболістів: 2022–23[9]
- Молодий гравець року «Болтон Вондерерз»: 2022–23[9]
- Гравець місяця в «Ліверпулі»: січень 2024
- Гравець місяця англійської Прем'єр-ліги за версією вболівальників ПФА: січень 2024